# NMC Recordings
NMC Recordings Ltd is een Brits platenlabel.
NMC is opgericht in de jaren 90 van de 20e eeuw ter promotie van 20e- en nu ook 21e-eeuwse klassieke muziek. Het heeft dus alleen maar cd's uitgebracht. Het platenlabel wordt gefinancierd door allerlei instellingen op het gebied van klassieke muziek in Engeland, maar heeft ook privéfinanciers (Friends of NMC).
Bijna alle uitgaven zijn geproduceerd door de componist Colin Matthews.
Een van de populairste uitgaven is de interpretatie van de 3e symfonie van Elgar van Andrew Payne.

## Besproken werken op NMC
- NMC 028: David Sawer: Byrnan Wood
- NMC 084: David Matthews: Symfonie nr. 4
- NMC 085: Nicholas Maw: Life-studies
- NMC 112: Benjamin Britten: Fillmuziek onder andere van When You're Feeling
- NMC 115: Stuart MacRae: Vioolconcert
- NMC 116: David Sawer: Tiroirs
- NMC 121: Julian Anderson: Symfonie
- NMC 127: Roger Marsh: Pierrot Lunaire
- NMC 130: Anthony Payne: The stones and lonely places sing
- NMC 133: Donnacha Dennehy: Elastic Harmonic
- NMC 135: Howard Skempton : Kamerconcert en Ben Somewhen
- NMC 136: Igor Stravinsky : Etude voor pianola
- NMC 137: Judith Weir: The Welcome Arrival of Rain
- NMC 146: Edward Rushton: The Shops
- NMC 149: muziek van Colin Matthews